# Svitle (Crimea)
|  | Per a altres significats, vegeu «Svétloie». |

Svitle (en (ucraïnès): Світле, en rus: Светлое) és un poble de la República Autònoma de Crimea, a Ucraïna, que el 2014 tenia 1.608 habitants. Pertany al districte rural de Djankoi.